# Abdelmadjid Tebboune
Abdelmadjid Tebboune (en arabe : عبد المجيد تبون, en tamazight : ⵄⴱⴷⵍⵎⴰⴵⵉⴷ ⵜⴱⴱⵓⵏ), est un homme d'État algérien né le 17 novembre 1945 à Mécheria, une localité des Hauts Plateaux alors située dans le territoire d'Aïn Sefra (aujourd'hui dans la wilaya de Naâma en Algérie). Il est président de la République algérienne démocratique et populaire depuis le 19 décembre 2019.
Haut fonctionnaire de carrière, membre du Front de libération nationale (FLN), il est ministre dans plusieurs gouvernements, notamment ministre du Logement de 2001 à 2002 et de 2012 à 2017, puis Premier ministre du 25 mai au 15 août 2017. Il est limogé après avoir tenté de lutter contre la corruption du clan Bouteflika, devenant le Premier ministre le plus éphémère de l'histoire du pays.
Candidat indépendant tout en étant membre du FLN, qui ne le soutient pas officiellement, il remporte au premier tour l'élection présidentielle de 2019, qui est marquée par une abstention record. Le début de son mandat voit se poursuivre les manifestations massives du Hirak et il gére ensuite la pandémie de Covid-19.

## Situation personnelle

### Famille
Abdelmadjid Tebboune naît le 17 novembre 1945 à Mécheria, dans l'actuelle wilaya de Naâma, alors située dans le territoire d'Aïn Sefra. Il est issu d'une famille originaire de la commune de Boussemghoun, située actuellement dans la wilaya d'El-Bayadh, dans le Sud-Ouest algérien. Son père, Ahmed Tebboune, est un cheikh membre de l'Association des oulémas musulmans algériens et également un militaire. Sa mère, Fatima Affane (morte en mai 2019), est une paysanne. Marié à Fatima Zohra Bella, il a cinq enfants : Saloua, Maha, Salaheddine Ilyes, Mohamed et Khaled (emprisonné pour corruption en juin 2018 , et acquitté en février 2020).

### Formation
Il est diplômé de l'École nationale d'administration en 1969 (2e promotion, « Larbi Ben M'Hidi », section économique et financière).

### Carrière professionnelle
Abdelmadjid Tebboune commence sa carrière en 1969 comme administrateur stagiaire, puis administrateur en 1972 dans la wilaya de la Saoura. À cette époque, il prend sa carte au Front de libération nationale (FLN).
Il est successivement secrétaire général de la wilaya de Djelfa (1975-1976), de la wilaya d'Adrar (1977-1979), de la wilaya de Blida (1979-1982) et de la wilaya de M'Sila (1982-1983),.
Par la suite, il est wali d’Adrar (1983-1984), de Tiaret (1984-1989) et de Tizi Ouzou (1989-1991).

## Parcours politique

### Wali
Wilaya d'Adrar en 1983
Wilaya de Tiaret en 1984
Wilaya de Tizi ouzou en 1989

### Ministre
En juin 1991, Abdelmadjid Tebboune devient ministre délégué chargé des Collectivités locales auprès du ministre de l'Intérieur, dans le gouvernement Ghozali I. Il quitte le gouvernement en 1992.
Il est rappelé par le président Abdelaziz Bouteflika en 1999 au poste de ministre de la Communication et de la Culture dans le gouvernement Benbitour, portefeuille qu'il n'occupera que 6 mois, avant qu'il soit rappelé une 2e fois au poste de ministre délégué chargé des Collectivités locales pour le remaniement des walis.
En 2001, le président le nomme ministre de l'Habitat et de l'Urbanisme au sein du gouvernement Benflis II, une fonction qu’il occupe jusqu'en 2002.
Il représente le président Abdelaziz Bouteflika dans plusieurs missions à l'étranger (en Iran, en Syrie) après son départ du gouvernement[réf. nécessaire]. À cette époque, il est cité dans l'affaire Khalifa.
Le 3 septembre 2012, il est nommé ministre de l’Habitat et de l’Urbanisme dans le gouvernement Sellal I. Il est ensuite nommé ministre de l’Habitat, de l’Urbanisme et de la Ville dans les gouvernements Sellal II, Sellal III, et Sellal IV.
Le 19 janvier 2017, après la mort de Bakhti Belaïb, il est nommé ministre du Commerce à titre intérimaire.

### Premier ministre

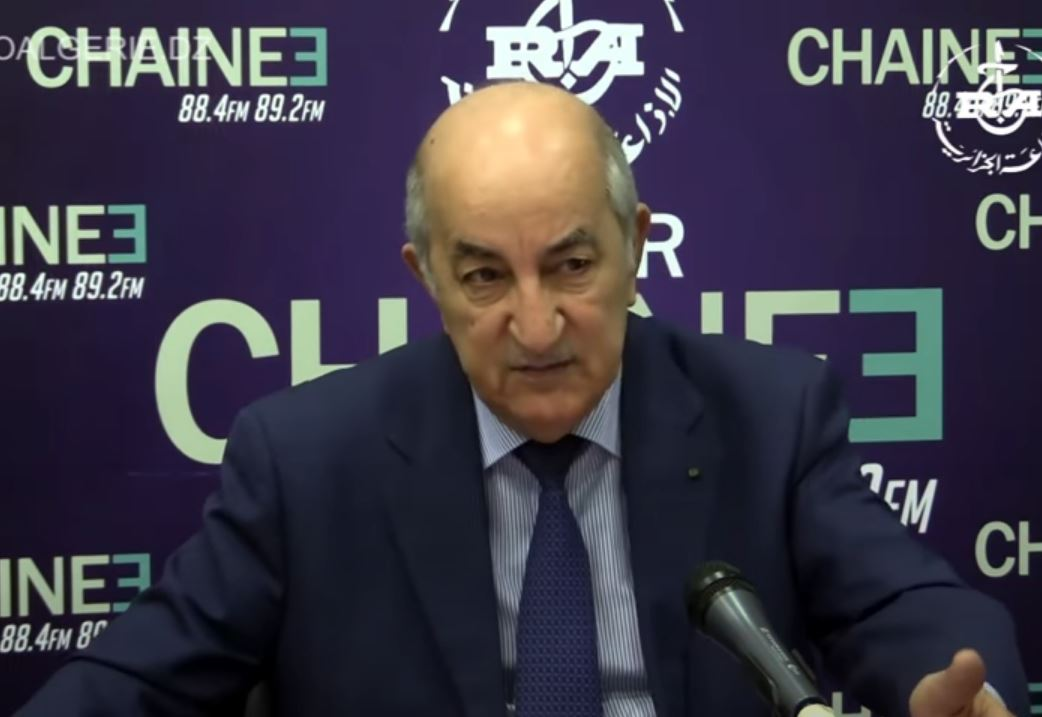
Abdelmadjid Tebboune sur la Radio algérienne (23 mars 2017).

Le 24 mai 2017, considéré comme un proche du chef d'état-major, Ahmed Gaïd Salah, il est nommé Premier ministre, succédant à Abdelmalek Sellal, qui était à la tête du gouvernement depuis 2012. Le gouvernement est formé le 25 mai.
Abdelmadjid Tebboune est remplacé par l'ancien Premier ministre Ahmed Ouyahia le 15 août 2017. Sa volonté de restreindre les importations, de lutter contre la corruption en mettant en place une inspection générale au sein de la primature, en chargeant ses ministres de « faire le point au sujet des marchés publics » passés par l'ancien gouvernement, enfin, selon la présidence, son « harcèlement contre les hommes d'affaires » sont évoqués pour expliquer son limogeage. En juillet, le gouvernement avait ainsi adressé une série de mises en demeure à plusieurs grandes entreprises algériennes ou étrangères adjudicataires de gros marchés publics d'infrastructure, menaçant de résilier les contrats pour les chantiers en retard. Parmi ces entreprises figurait notamment ETRHB, une entreprise des travaux routiers, hydrauliques et bâtiments, propriété d'Ali Haddad, chef du Forum des chefs d'entreprises (FCE), organisation patronale, et proche de Saïd Bouteflika, frère du chef de l'État. Il devient ainsi le Premier ministre le plus éphémère de l'histoire du pays. Il est ensuite assigné à résidence jusqu'en 2019.
Ces mesures lui valent néanmoins de bénéficier d'une popularité auprès de l'opinion publique. Il est alors cité comme possible successeur de Bouteflika.

### Élection présidentielle de 2019
Le 26 septembre 2019, il annonce sa candidature à l'élection présidentielle de décembre, repoussée pour la deuxième fois dans le cadre des manifestants du Hirak, qui a conduit à la démission d'Abdelaziz Bouteflika.
Se présentant comme le « candidat du peuple », Abdelmadjid Tebboune affirme que les revendications des protestataires ne peuvent être satisfaites « sans un président élu et légitime ». Il promet une réforme de la Constitution et de la loi électorale, de même que l'instauration de la « démocratie véritable » au niveau local et national. Il souhaite la récupération par l'État des prêts contractés par des entreprises et jamais remboursés aux banques étatiques. Candidat indépendant, il reste cependant membre du comité central du FLN.
Contesté par les manifestants, il est accusé par ses détracteurs d'être le « candidat de l'armée » et d'être mêlé à l'affaire Khalifa, dans laquelle il est cité ; il se dit favorable à la réouverture du dossier. En novembre 2019, il fait face à la démission de son directeur de campagne et de la révélation par le journal Ennahar, réputé proche du pouvoir, de ses liens avec l'homme d'affaires Omar Aliat, actuellement en prison. À l’approche du scrutin, en l'absence d'enquêtes d'opinion, les médias indiquent qu'il a perdu son statut de favori, Azzedine Mihoubi ayant reçu le soutien de nombreux proches du régime. Ainsi le général Wassini Bouazza, en charge de la Direction générale de la Sécurité intérieure (DGSI) au sein de la Coordination des services de sécurité, est le principal organisateur de la campagne électorale d’Azzedine Mihoubi. Selon le journaliste Nicolas Beau, il est alors l'instigateur des difficultés du futur président Abdelmadjid Tebboune pour accéder au pouvoir le 19 décembre.
Le 12 décembre, après une campagne perturbée par des manifestations importantes jusqu'au jour même de l'élection, Abdelmadjid Tebboune est élu par 58,1 % des suffrages exprimés au premier tour, avec une abstention record (60,1 % des inscrits). Les chiffres sont par ailleurs jugés « douteux » par des analystes. Le jour même, conspué par les partisans du Hirak, il est qualifié de « président cocaïne » en référence à l'affaire des 701 kg de cocaïne saisis à Oran impliquant son fils,. Lors de sa première conférence de presse après son élection, Abdelmadjid Tebboune déclare tendre la main au Hirak et prône le dialogue.

### Président de la République algérienne

#### Investiture
Abdelmadjid Tebboune devient président de la République algérienne démocratique et populaire et prête serment le 19 décembre 2019. Le professeur Abderrahmane Mebtoul estime qu'il a « une lourde responsabilité de rétablir la confiance brisée entre l'État et les citoyens ». Le sociologue Nacer Djabi indique qu'il démarre « avec un grand handicap de légitimité » et que « même si le scrutin n'est pas falsifié, les Algériens n'ont plus confiance ». Premier président de l'Algérie à ne pas être issu des rangs des anciens combattants de la guerre d'indépendance, il est en outre le président le plus âgé en début de mandat.

#### Premières mesures

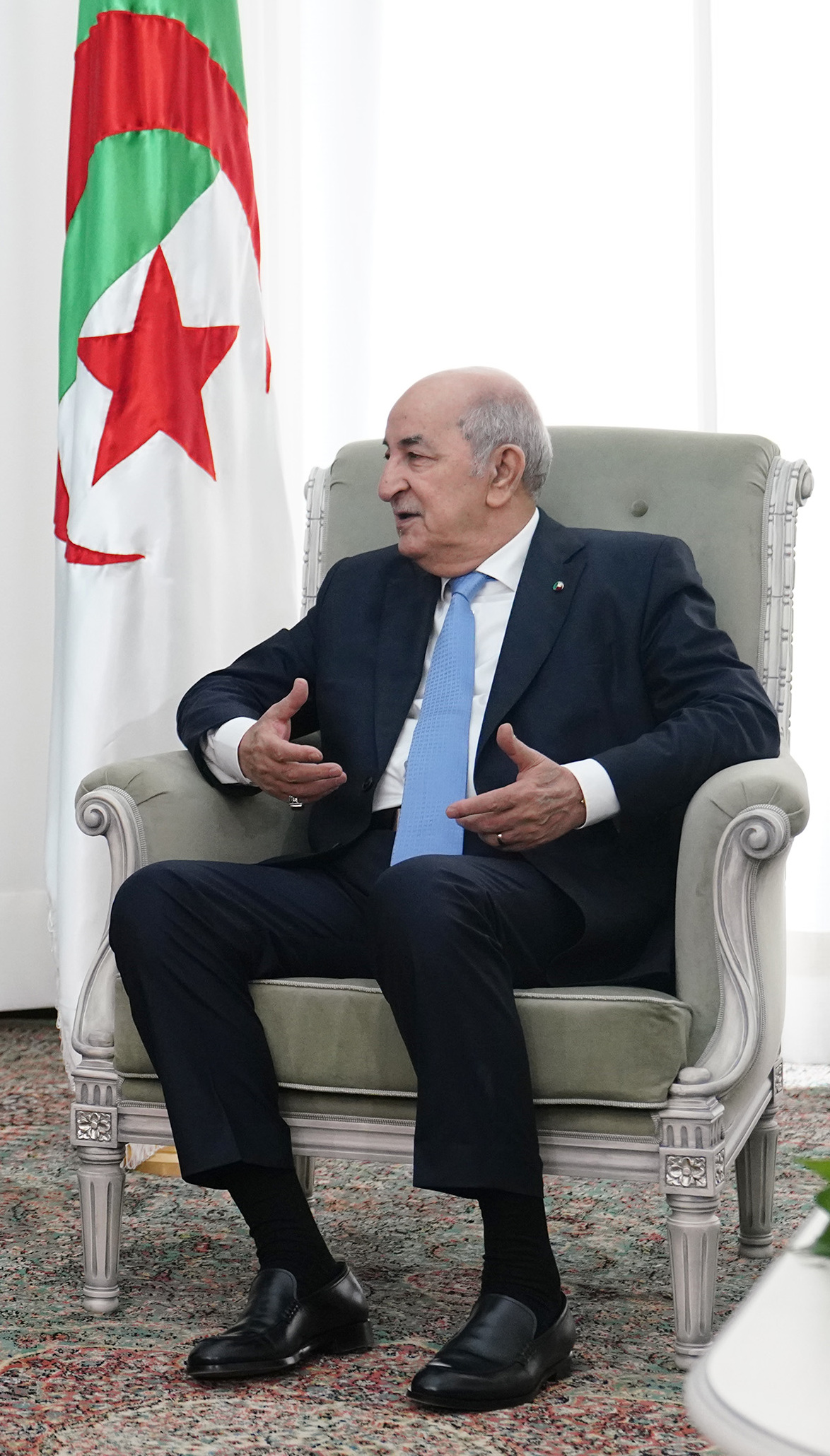
Abdelmadjid Tebboune en 2020.

À l'issue de sa prestation de serment, le nouveau président salue le Hirak et déclare que « la grande réussite est le fruit du mouvement populaire initié par notre peuple qui a refusé, grâce à sa conscience, l'effondrement de l’État et de ses institutions », renouvelle son appel au dialogue et promet de réaliser ses revendications « dans le cadre d'un consensus politique et les lois de la République »,. Il demande à être dispensé du prédicat « excellence » afin de rompre avec l'usage exacerbé de cette formule durant les mandats d'Abdelaziz Bouteflika, terme devenu impopulaire et motif de contestation. Lors la cérémonie, il décore de la médaille de l'ordre du Mérite national, au rang « Sadr », Abdelkader Bensalah et Ahmed Gaïd Salah. Il est décoré du même rang par Abdelkader Bensalah.
Le jour même, Abdelmadjid Tebboune accepte la démission de Noureddine Bedoui et désigne Sabri Boukadoum comme Premier ministre par intérim tout en chargeant le gouvernement en place de gérer les affaires courantes dans l'attente de la nomination d'un nouveau chef du gouvernement. Par ailleurs, le ministre de l'Intérieur Salah Eddine Dahmoune est limogé de ses fonctions alors qu'il avait défrayé la chronique en tenant des propos insultants à l'égard des manifestants du Hirak.
Le 20 décembre 2019, il nomme Noureddine Ayadi directeur de cabinet et Mohammed Amine Messaïd secrétaire général de la présidence de la République ; ce dernier avait occupé le poste de directeur de sa campagne électorale. Par ailleurs, Bouakkaz et Amrouche sont respectivement nommés directeur général du protocole et secrétaire particulier du président de la République.
Lors de son premier déplacement officiel en Algérie, le 22 décembre, il annonce la création d'un ministère chargé des start-up et de la microentreprise ainsi que d'une banque devant accompagner les porteurs de ces projets. Il ordonne également la réouverture des aérogares inexploitées à travers le pays,.
Le 26 décembre, il préside une réunion du Haut conseil de sécurité, où « la situation dans la région, notamment au niveau des frontières avec la Libye et le Mali » est examinée. Il décide que le Haut Conseil de sécurité sera réuni de manière périodique, à chaque fois que la situation l'impose.
Deux jours plus tard, le 28 décembre, il nomme Abdelaziz Djerad à la fonction de Premier ministre et le charge de former un nouveau gouvernement. Le lendemain, le 29 décembre, il nomme Belaïd Mohand Oussaïd ministre conseiller à la Communication, porte-parole de la présidence de la République.
Au début de l'année 2020, alors que le Hirak se poursuit, des maires de communes de la wilaya de Béjaïa membres du Rassemblement pour la culture et la démocratie (RCD) refusent d'accrocher le portrait officiel de Tebboune.

#### Politique institutionnelle

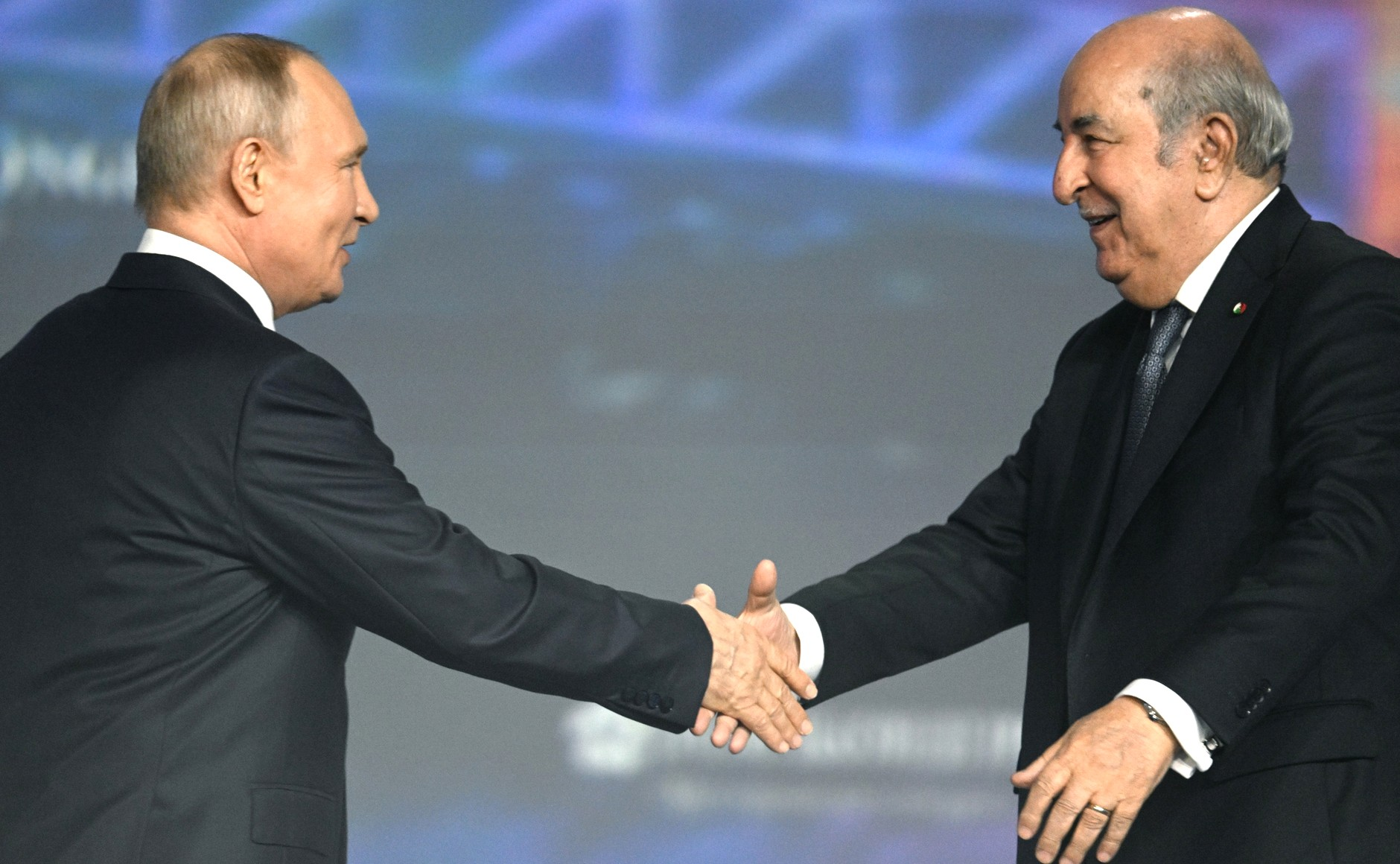
Abdelmadjid Tebboune avec le président russe, Vladimir Poutine (Moscou, 16 juin 2023).

Le 28 décembre 2019, il reçoit Ahmed Benbitour, ancien chef du gouvernement, avec qui il s’entretient au sujet des « bases de la nouvelle République ». Le 9 janvier 2020, il reçoit Abdelaziz Rahabi « pour échanger et écouter son appréciation de la situation actuelle et sa vision de l’avenir ». Cette rencontre entre dans le cadre des consultations sur la révision de la Constitution. Le 13 janvier, il reçoit l'ancien chef du gouvernement Mouloud Hamrouche et se rend chez l'ancien ministre des Affaires étrangères Ahmed Taleb Ibrahimi. Le 14 janvier, il reçoit l'opposant Soufiane Djilali et Karim Younes. Le 15 janvier, il reçoit le moudjahid Youcef Khatib et le président de l'Association des oulémas musulmans algériens, Abderrazak Guessoum.
Le 8 janvier 2020, il met en place une commission d'experts de 17 membres — dont une majorité de professeurs de droit constitutionnel — chargés d'émettre des propositions pour une nouvelle Constitution. Il trace sept axes principaux autour desquels la commission doit mener sa réflexion, notamment la conservation du bicamérisme. À l’issue de ces deux mois, la proposition de la commission doit faire l'objet d'un dialogue puis être adoptée par le Parlement et soumise à référendum.
Le 7 mai 2020 est publié l'avant-projet de révision de la Constitution. Critiqué pour ne pas remettre en cause le régime hyperprésidentiel, il prévoit que le chef du gouvernement ait plus de prérogatives et soit « responsable devant l'Assemblée, qui pourrait le renverser par une motion de censure », le remplacement du Conseil constitutionnel par une Cour constitutionnelle ou encore la limitation du mandat de député à une réélection. Par ailleurs, le Hirak serait inscrit en préambule de la Constitution et l'armée explicitement autorisée à participer à des théâtres d'opération à l'étranger. Enfin, l'Autorité nationale indépendante des élections (ANIE) est constitutionnalisée, le tiers présidentiel du Conseil de la nation supprimé et la possibilité de légiférer par ordonnance durant les vacances parlementaires abrogée. Dans l'esprit de la Constitution algérienne de 1989, le texte propose également un renforcement des droits et libertés publiques, ainsi que l'abrogation de l'article limitant la participation des binationaux à la vie politique, et qui les exclut des postes de hauts responsables et de diplomates.
D'autres propositions d'amendements peuvent être proposées à la commission d'ici au 20 juin. Ensuite, le projet sera examiné au Parlement avant la convocation du référendum, cette dernière option pouvant aussi se faire sans passer par l'examen des parlementaires. Le 15 juin, il reçoit l'ancien président Liamine Zéroual au siège de la présidence.
En juin 2020, pour pourvoir les postes laissés vacants, il nomme 15 membres du tiers présidentiel au Conseil de la nation,,. Le 23 juin, il reconduit le Premier ministre et la plupart des ministres sortants. De nouvelles personnalités sont nommées au gouvernement, notamment aux portefeuilles de l'Énergie et des Finances. Le gouvernement est remanié à la suite de la pandémie de Covid-19 et afin d'endiguer ses conséquences économiques, des titulaires plus techniques sont nommés.
Le référendum sur la révision constitutionnelle se tient le 1er novembre 2020. Il est approuvé par 66,80 % des suffrages exprimés, un résultat grevé par un taux de participation de 23 % et un nombre de bulletins blancs et nuls totalisant un votant sur dix. Le résultat est validé par le Conseil constitutionnel, et le décret d'application de la nouvelle Constitution est signé par Abdelmadjid Tebboune le 30 décembre 2020.
Le 18 février 2021, après la tenue de consultations avec six partis en l'absence du FLN et du RND, il annonce la dissolution de l'Assemblée populaire nationale, alors que des élections législatives étaient prévues en 2022, ainsi qu’un deuxième remaniement ministériel dans les 48 heures maximum,.
L'historien Jean-Pierre Filiu considère néanmoins que Saïd Chengriha est le véritable « homme fort » du pays, avant le président Abdelmadjid Tebboune. Selon lui, le chef d’état-major de l’armée n’a pas hésité à brider le président Tebboune, qui, après avoir annoncé en février un remaniement gouvernemental, n'est parvenu à changer ni le Premier ministre, ni les titulaires des portefeuilles régaliens. Pour sa part, Jeune Afrique note que le chef d'état-major Saïd Chengriha « est, avec le président Tebboune, l’un des deux hommes les plus puissants du pays ». Après la mort du général Ahmed Gaïd Salah, Tebboune procède à plusieurs limogeages et arrestations de membres du clan de Gaïd Salah. En parallèle, l'arrestation d'opposants permet au président de consolider son pouvoir.

#### Poursuite du Hirak et question des libertés

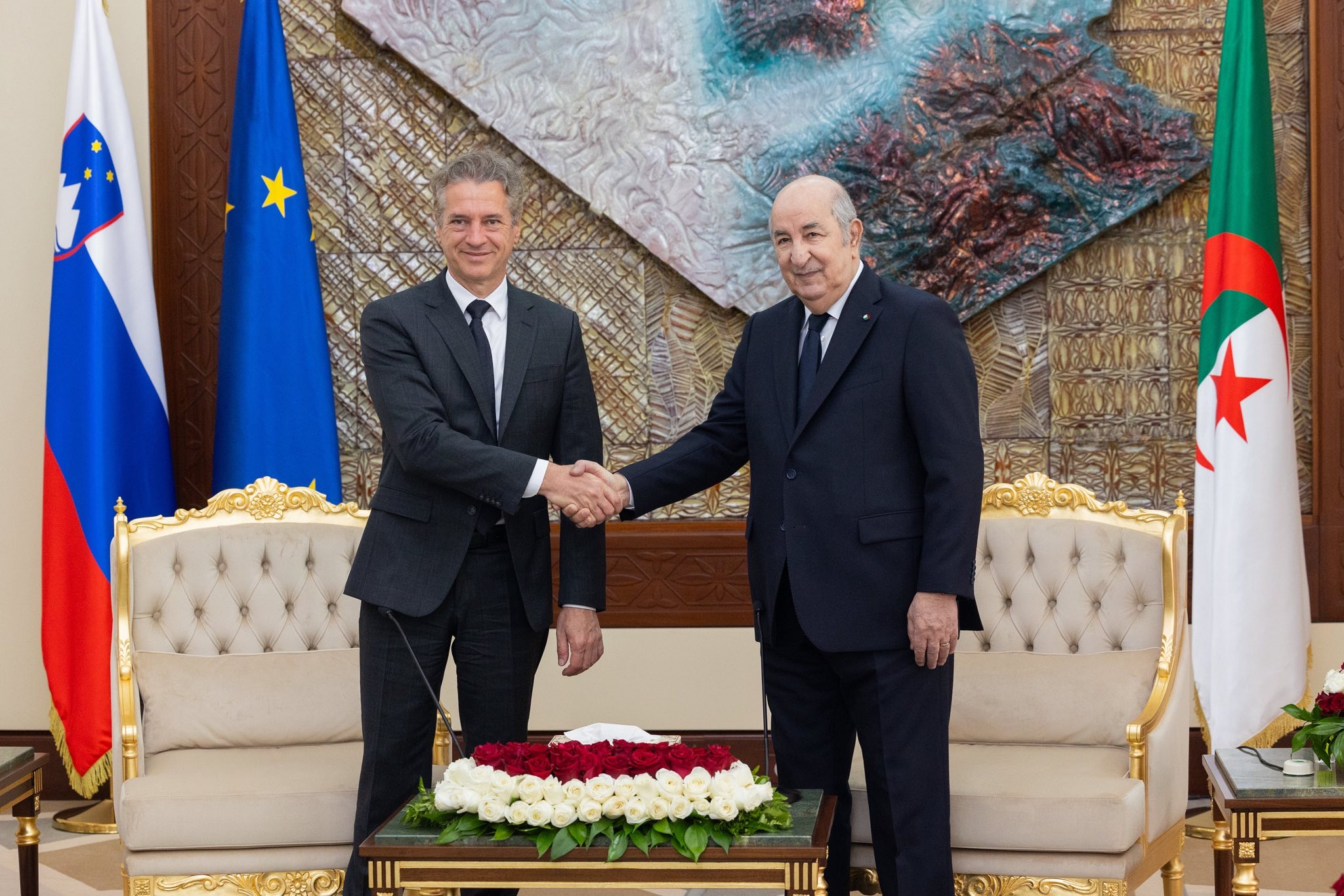
Abdelmadjid Tebboune avec Robert Golob (Alger, 27 mai 2024).

En février 2020, à l'approche de l’anniversaire du déclenchement des manifestations le 22 février 2019, le président Abdelmadjid Tebboune déclare que « le Hirak est un phénomène salutaire » et qu’il « n'a rien à lui reprocher », ajoutant que « ce mouvement populaire a épargné au pays une catastrophe ». Il décrète que le 22 février sera désormais fêté tous les ans en tant que « Journée nationale de la fraternité et de la cohésion entre le peuple et son armée pour la démocratie ». Les 21 et 22 février 2020, les manifestations réunissent un très grand nombre de personnes,.
Dans le cadre de la pandémie de coronavirus, le président de la République annonce, le 17 mars 2020, « l’interdiction des marches et des rassemblements, quels que soient leurs motifs », expliquant qu'il ne s'agit pas d'« une atteinte aux libertés », mais d’« une mesure de protection de la santé publique ». Les organisateurs avaient peu avant décrété la suspension des marches. Le vendredi 20 mars, aucune marche, aucun rassemblement n'est constaté. Amnesty International estime qu’au moment « où tous les regards, au niveau national et international, scrutent la gestion de la pandémie de Covid-19, les autorités algériennes consacrent du temps à accélérer les poursuites et les procès contre des militants, des journalistes et des partisans du mouvement du Hirak ». Le journaliste Akram Belkaïd, du Quotidien d'Oran, indique : « Des journalistes et des militants pour la démocratie sont enfermés sous des motifs aussi divers et variés alors qu'en réalité, c'est juste l'expression d'opinions pacifiques qui leur vaut châtiment. Ces initiatives liberticides relèvent du même objectif qui est de faire taire les Algériens et de leur signifier que les cinquante-six semaines du Hirak n'étaient qu'une parenthèse ».
Le 1er mars 2020, Abdelmadjid Tebboune déclare, au sujet de l'emprisonnement de plusieurs journalistes, dont Khaled Drareni, et de la censure des médias Radio-M, Maghreb émergent et Interlignes : « Il y a 8 000 journalistes et, pour trois ou quatre d'entre eux qui ne font pas partie de la presse nationale mais de la presse étrangère, financée par l'étranger, il y a eu tout un boucan autour d'atteintes à la liberté de la presse. Nous parlons de souveraineté nationale. Ils ramènent des financements étrangers pour casser des institutions. Quels sont les pays développés, les pays démocratiques qui acceptent cela […] ? Pourquoi devrions-nous l'accepter ? ». Malgré un dossier vide, le 15 septembre 2020, journée internationale de la démocratie, Khaled Drareni est condamné en appel à deux ans de prison ferme.
Peu après le début de son mandat, des lois criminalisant la diffusion de « fausses nouvelles » et les « discours de haine » sont adoptés de manière expéditive. L'historienne Karima Direche indique : « La pandémie est du pain béni pour le pouvoir en place qui bénéficie d'une chance insolente. La période de confinement se prête à l'acharnement policier et judiciaire. Ce qui explique les dizaines d'arrestations de personnes connues et inconnues dans toutes les villes d'Algérie. Les détentions et les jugements prouvent encore une fois que le pouvoir judiciaire est totalement inféodé à l'exécutif ». Akram Belkaïd estime pour sa part que « c'est le retour à l'ordre de fer, le même qui, dans les années 1970, imposait à toutes les Algériennes et tous les Algériens de la boucler et de filer droit ». Un nouveau code pénal, permettant de poursuivre des militants, est ainsi adopté durant le confinement.
Le 2 juillet 2020, à l'approche de la fête de l'indépendance, les opposants Karim Tabbou, Amira Bouraoui et Amir Belarbi sont remis en liberté provisoire.
Le 18 février 2021, alors que quelque 70 personnes sont emprisonnées en lien avec le Hirak ou les libertés individuelles selon le Comité national pour la libération des détenus, Abdelmadjid Tebboune déclare que le Hirak « a sauvé l'Algérie » et annonce qu’il accorde la grâce « à une trentaine de personnes pour lesquelles une décision de justice avait été rendue ainsi qu'à d'autres pour lesquelles aucun verdict n'a été prononcé », soit au total une soixantaine de personnes. Le lendemain, la Cour d'appel décide la libération conditionnelle du journaliste Khaled Drareni et de l’homme politique Rachid Nekkaz,.
D’une façon générale, sous la présidence de Abdelmadjid Tebboune, les voix dissidentes ou les critiques font régulièrement l'objet par les autorités, au travers de communiqués ou de déclarations, d'accusations de « complots » qui seraient fomentés par des « parties hostiles à l'Algérie », organisés et soutenus depuis ou par des pays étrangers, sans que ces accusations, souvent vagues et imprécises, soient rarement plus explicites.
Le 1er novembre 2024, à l'occasion du 70e anniversaire de la Déclaration du 1er novembre 1954, le président Tebboune signe deux décrets portant grâce présidentielle concernant plus de 4 000 prisonniers. Parmi eux, le journaliste Ihsane El Kadi et le militant Mohamed Tadjadit.

#### Relations internationales

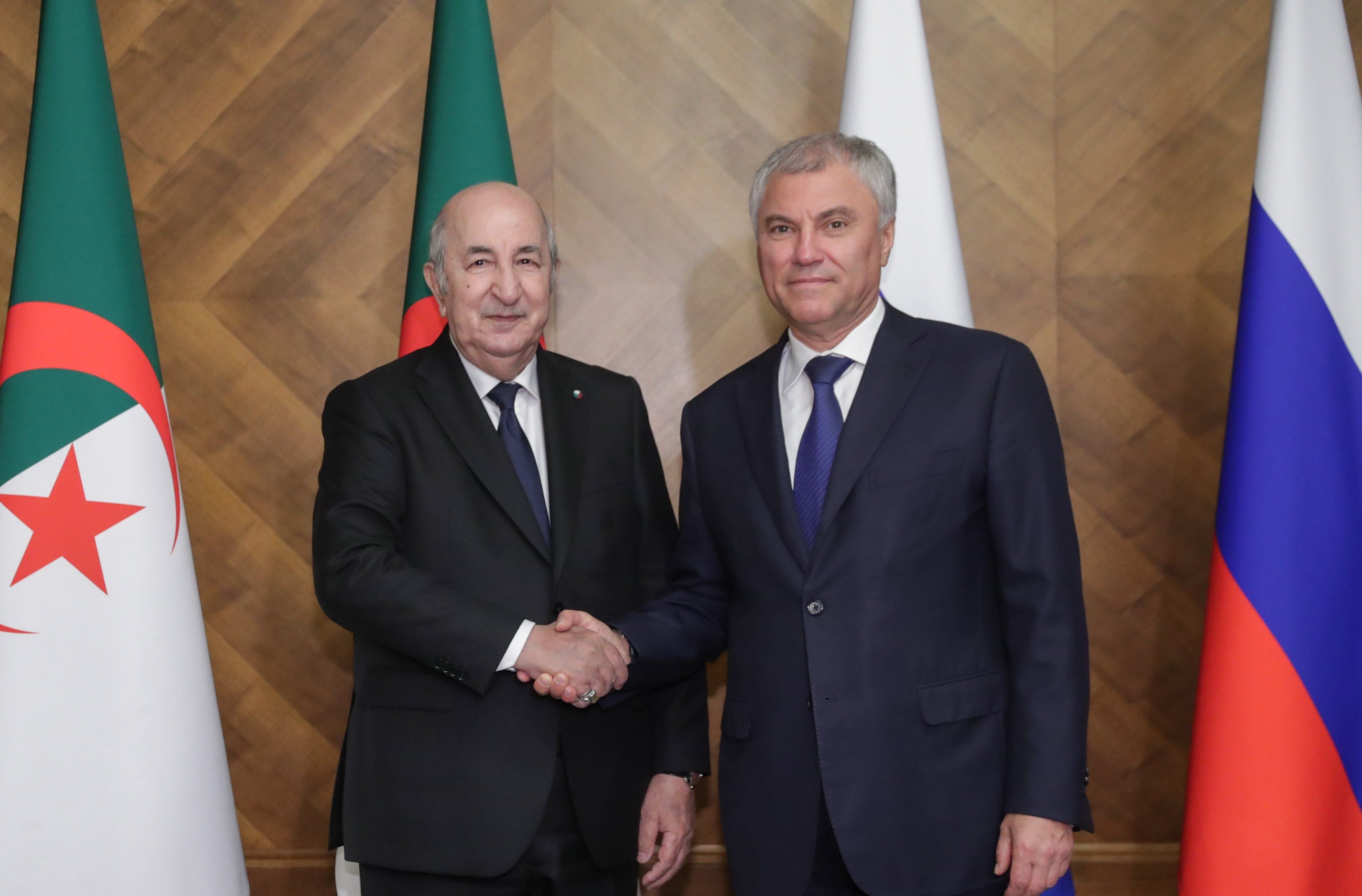
Abdelmadjid Tebboune avec Viatcheslav Volodine (Alger, 14 juin 2023).

Dans un contexte régional marqué par la guerre en Libye, l'Algérie retrouve une place sur ce dossier. Abdelmadjid Tebboune reçoit plusieurs chefs d'États et ministres des Affaires étrangères de pays impliqués dans la crise,,,,,. Abdelmadjid Tebboune participe à la conférence de Berlin sur la Libye le 19 janvier 2020.
Le 27 mai, au lendemain de la diffusion de deux documentaires controversés sur le Hirak sur France 5 et LCP, le gouvernement algérien rappelle son ambassadeur à Paris.
Depuis 2021, l’Algérie et le Maroc sont en crise diplomatique à la suite de la normalisation des relations diplomatiques du royaume chérifien avec l’État d’Israël. Depuis, les relations ne cessent de se tendre toujours un peu plus et une situation de « guerre froide » s’installe entre les deux pays qui jouent de leurs influences et de leurs alliances avec les pays de la région pour faire reconnaître leurs positions sur le dossier du Sahara occidental, dont l’Algérie a toujours soutenu l’indépendance alors que le Maroc revendique la souveraineté du territoire qu’il contrôle a 80%,,.
L’Algérie de Tebboune entretient des relations « privilégiées » avec la Tunisie de Kaïs Saïed, avec qui il partage de nombreux points de vue, notamment sur le conflit israélo-palestinien et la question du Sahara occidental. Les deux pays participent également à un « bloc maghrébin » avec la Libye de Mohammed el Menfi, mais sans le Maroc.

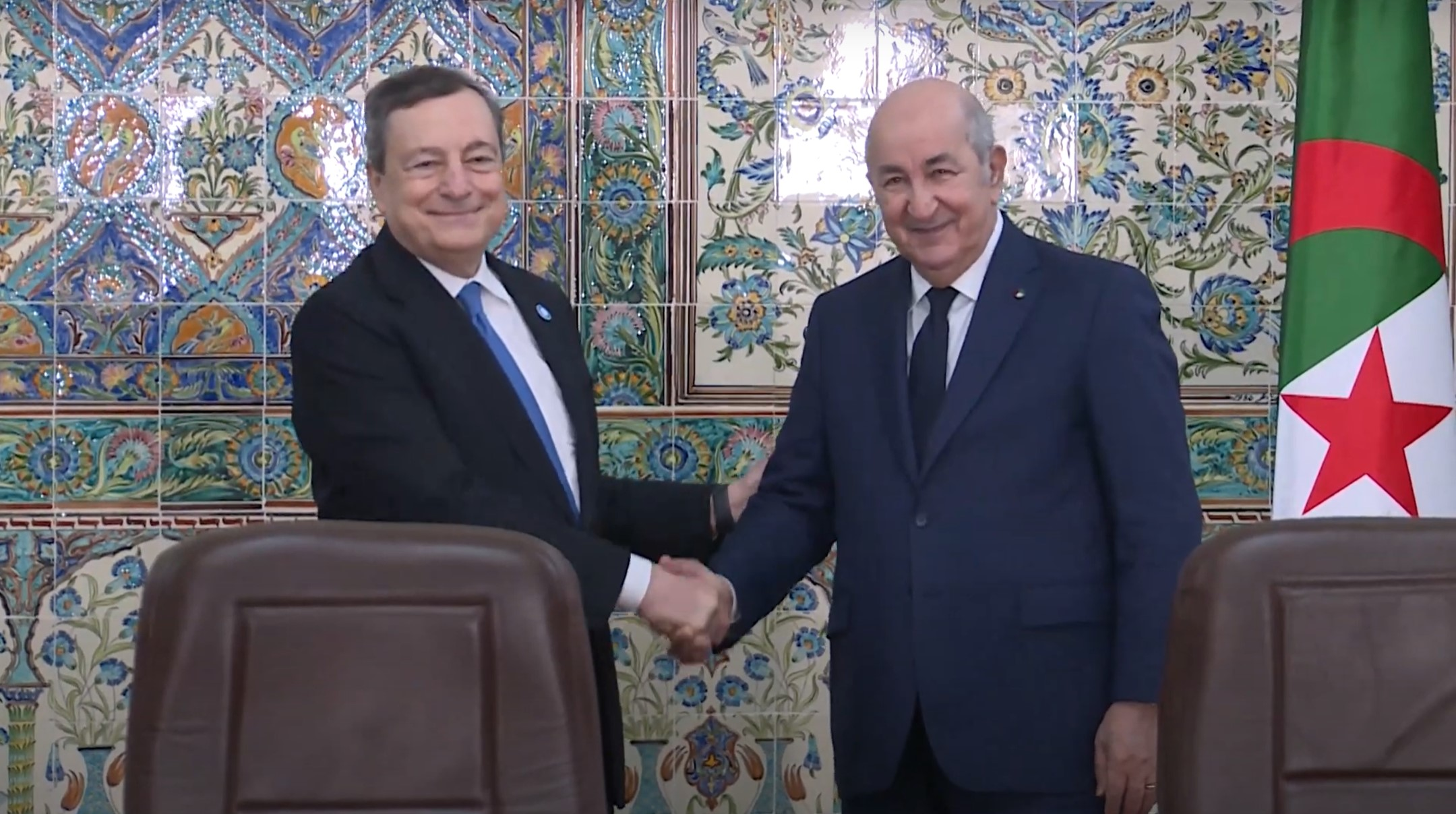
Abdelmadjid Tebboune avec Mario Draghi (Alger, 11 avril 2022).

Abdelmadjid Tebboune entretient de très bonnes relations avec Tamim Al Thani, émir du Qatar, qui l’invite à assister à la finale de la Coupe du monde 2022 à Doha. En outre, l’émirat du Golfe multiplie les investissements en Algérie dans des secteurs variés tels que la santé, l’agro-alimentaire ou la sidérurgie.
Du 17 au 21 juillet 2023, Abdelmadjid Tebboune se rend en Chine afin de réaffirmer les liens commerciaux qui unissent les deux pays.
En janvier 2024, Abdelmadjid Tebboune dénonce les « agissements hostiles » des Émirats Arabes Unis à l’encontre de l’Algérie, et ce depuis 2023. Il affirme que ce pays est mené par le « péché » et l’« orgueil » mais il assure que l’Algérie « ne plie jamais » le genou. Il estime que les Émirats tenteraient des manœuvres pour déstabiliser l’Algérie et ses relations diplomatiques avec ses voisins, tels que le Mali, le Niger, la Libye ou l’Espagne, dans le but de soutenir le Maroc (membre des accords d’Abraham, tout comme les Émirats).

#### Politique mémorielle
Le 7 mai 2020, Abdelmadjid Tebboune décrète le 8 mai « journée de la mémoire » des massacres de Sétif, Guelma et Kherrata de 1945.
Le président algérien félicite ensuite la décision de la France, présidée par Emmanuel Macron, de restituer les crânes de 24 moudjahidine décapités par les forces françaises lors de la colonisation de l'Algérie. Dans un entretien accordé le 4 juillet 2020 à France 24, le président algérien voit en cette restitution l'occasion d'aller « loin dans l’apaisement, dans le règlement du problème de la mémoire ». Leurs restes sont enterrés au cimetière d'El Alia le lendemain.
Malgré les échanges directs qu’il a eus avec Emmanuel Macron à ce sujet, Abdelmadjid Tebboune est contraint de s’aligner, le 22 mars 2021, par la voix d’Abdelmajid Chikhi, son « conseiller pour la mémoire nationale », sur les positions du chef d'État-Major Saïd Chengriha. D’après Jean-Pierre Filiu, ce dernier est soucieux de relancer la guerre des mémoires pour conforter un statu quo favorable depuis la fin de la guerre d'Algérie aux généraux algériens, et ce a contrario des revendications du Hirak, dont l'une des exigences est celle d’un gouvernement pleinement civil, émancipé de la tutelle militaire.

#### Infection par la Covid-19

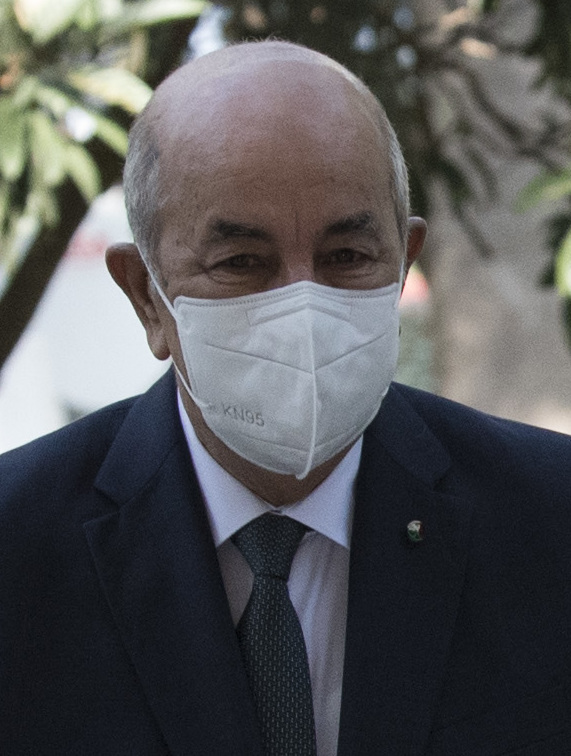
Abdelmadjid Tebboune portant un masque de protection contre la Covid-19, en octobre 2020.

Les autorités algériennes annoncent en octobre 2020 qu’Abdelmadjid Tebboune est infecté par la Covid-19. Après une première hospitalisation à l’hôpital militaire d'Aïn Naadja d'Alger et alors qu'il est connu pour être un grand fumeur, il est transféré le 28 octobre en Allemagne pour des examens médicaux approfondis et un traitement,. Il donne ainsi procuration à son épouse pour voter au référendum constitutionnel. Le 13 décembre, alors que les rumeurs alarmistes sur son état de santé se multiplient, il donne sa première intervention publique depuis le début de sa maladie : s'exprimant à la télévision, visiblement amaigri, il promet de reprendre ses fonctions dans les trois semaines. Rentré en Algérie le 29 décembre, il retourne à Berlin le 10 janvier suivant pour se faire opérer du pied (amputer des orteils selon le site Algérie Part) à la suite de « complications » liées à la Covid-19, et revient à Alger un mois plus tard,,.

#### Élection présidentielle de 2024
En mai 2024, dans le cadre de la création d'une « alliance » entre le Front de libération nationale (FLN), le Rassemblement national démocratique (RND), le Mouvement El Bina et le Front El Moustakbal, le secrétaire général du RND, Mustapha Yahi, précise que l'alliance « proposera un candidat consensuel remplissant les conditions requises, notamment la capacité à préserver les acquis réalisés depuis 2019 ». Quelques jours plus tard, Abdelkader Bengrina (Mouvement El Bina), annonce que son parti désigne comme candidat le président sortant, Abdelmadjid Tebboune. Tebboune officialise sa candidature le 11 juillet.
Dans le but de redorer son blason et de donner une image de proximité avec le peuple, il est actif sur Tiktok, où il apparaît par exemple en train de jouer au football, ce qui lui vaut le surnom affectueux de « Tonton Tebboune » sur les réseaux sociaux, surnom également repris par ses partisans, pour, selon Hasni Abidi, affirmer leur proximité avec celui-ci, qui, « dans un mélange de réalisme, mais aussi d'une certaine forme de populisme » s'exprime avec des « mots simples » en arabe algérien et jouit d'un certaine popularité,. Pour le géopolitologue Adlene Mohammedi, cette expression est cependant utilisée de manière ironique par la plupart des Algériens.
Abdelmadjid Tebboune est réélu avec 84,3 % des voix et un taux de participation de près de 46 %. Au regard de cette faible participation, les électeurs se montrent peu enthousiasmés par le scrutin, un résultat attribué aux fortes chaleurs et au boycott contestataire du processus électoral. Le taux de participation final, annoncé en pleine nuit trois heures après la fermeture des bureaux de vote, qui passe de 26,46 à 48,03 % en trois heures, questionne les observateurs et opposants. À cette occasion, le président de l'ANIE indique que le taux de participation à ce scrutin « témoigne du haut degré de maturité électorale du peuple algérien, toutes composantes confondues ». Il s'agirait en fait d'une moyenne des taux de participation de chaque wilaya divisés par le nombre total de celles-ci. Le taux de participation réel serait compris entre 23 et 25 %, ce qui serait le taux le plus bas de l'histoire. 
Les résultats définitifs sont annoncés le 14 septembre, ils diffèrent de façon significative des résultats préliminaires. En plus des 5,6 millions de votes valides initialement annoncés, 3,8 millions de voix supplémentaires sont comptabilisées, attribuées pour 69 % d'entre-elles à Tebboune, 19 % à Hassani Cherif, et 12 % à Aouchiche. Tebboune voit ainsi son score passer de 94,65 % à 84,30 %, quand les deux autres candidats triplent chacun leur score, passant de 3,18 % à 9,56 % pour Hassani Cherif, et de 2,17 % à 6,14 % pour Aouchiche,. Ces scores définitifs permettent à l'ensemble des candidats de bénéficier du remboursement de leurs frais de campagne électorale, tous ayant dépassé le seuil de 5 % des voix. Le nouveau taux de participation est cependant dénoncé à son tour par des figures de l'opposition parlementaire.

## Visites à l'étranger
| #  | Date             | Pays            | Chef d'État pendant la visite    | Type de visite |
| -- | ---------------- | --------------- | -------------------------------- | -------------- |
| 1  | 22 février 2020  | Koweït          | Sabah al-Ahmad al-Jaber al-Sabah | État           |
| 2  | 26 février 2020  | Arabie Saoudite | Salmane ben Abdelaziz Al Saoud   | Travail        |
| 3  | 14 décembre 2021 | Tunisie         | Kais Saied                       | État           |
| 4  | 24 janvier 2022  | Égypte          | Abdel Fattah El-Sisi             | État           |
| 5  | 19 février 2022  | Qatar           | Tamim bin Hamad Al Thani         | État           |
| 6  | 15 mai 2022      | Turquie         | Recep Tayyip Erdoğan             | État           |
| 7  | 25 mai 2022      | Italie          | Sergio Mattarella                | État           |
| 8  | 24 mai 2023      | Portugal        | Marcelo Rebelo de Sousa          | État           |
| 9  | 13 juin 2023     | Russie          | Vladimir Poutine                 | État           |
| 10 | 15 juillet 2023  | Qatar           | Tamim bin Hamad Al Thani         | Travail        |
| 11 | 17 juillet 2023  | Chine           | Xi Jinping                       | État           |
| 12 | 21 juillet 2023  | Turquie         | Recep Tayyip Erdoğan             | Travail        |
| 13 | 22 avril 2024    | Tunisie         | Kais Saïed                       | Travail        |
| 14 | 26 octobre 2024  | Égypte          | Abdel Fattah El-Sisi             | Travail        |
| 15 | 28 octobre 2024  | Oman            | Haïtham ben Tariq                | État           |
| 16 | 10 décembre 2024 | Mauritanie      | Mohamed Ould Ghazouani           | Travail        |
| 17 | 23 juillet 2025  | Italie          | Sergio Mattarella                | État           |
| 18 | 24 juillet 2025  | Vatican         | Léon XIV                         | État           |

## Décorations
- Sadr puis grand maître de l'ordre du Mérite national d'Algérie ( Algérie)
- Chevalier grand-croix au grand cordon de l'ordre du Mérite de la République italienne‎ ( Italie, 3 novembre 2021)[190]
- Grand collier de l'État de Palestine ( Palestine, 7 décembre 2021)[191]
- Grand collier de l'ordre national du Mérite ( Tunisie, 16 décembre 2021)[192]
- Grand cordon de l'ordre suprême de la Renaissance ( Jordanie, 4 décembre 2022)[193]
- Médaille de l'ordre de l'Amitié ( Russie, 15 juin 2023)
- Grand collier de l'ordre de l'Infant Dom Henri ( Portugal, 23 mai 2023)[194]
- Collier de l'ordre d'Oman  ( Oman, 29 octobre 2024)[195]